# Tarista
Tarista is een geslacht van vlinders van de familie spinneruilen (Erebidae), uit de onderfamilie Herminiinae.

## Soorten
- T. albiapicalis Schaus, 1916
- T. cacalis Schaus, 1906
- T. internalis Guenée, 1854
- T. invida Dognin, 1914
- T. lycaon Druce, 1891
- T. lydia Druce, 1891
- T. morosa Schaus, 1913
- T. nigrifrons Schaus, 1913
- T. nigrirenalis Guenée, 1854
- T. ricalis Schaus, 1906
- T. rufipalpis Schaus, 1913
- T. stolalis Schaus, 1906
- T. vittifera Hampson